# Фудбалски савез Уругваја
Уругвајска фудбалска федерација (АУФ) је главно извршно тело за фудбал у Уругвају. Основана је 1900. године, а у ФИФА је примљена 1923. године. Један је од оснивача КОНМЕБОЛа и води уругвајску фудбалску репрезентацију и организује сва фудбалска такмичења у Уругвају.